# Brian Cardinal
Brian Lee Cardinal (Tolono, 2 maggio 1977) è un ex cestista statunitense, professionista nella NBA e in Spagna.

## Carriera
È stato selezionato dai Detroit Pistons al secondo giro del Draft NBA 2000 (44ª scelta assoluta).

## Statistiche

### College
| Anno      | Squadra             | PG  | PT  | MP   | TC%  | 3P%  | TL%  | RP  | AP  | PRP | SP  | PP   |
| --------- | ------------------- | --- | --- | ---- | ---- | ---- | ---- | --- | --- | --- | --- | ---- |
| 1996-1997 | Purdue Boilermakers | 30  | 30  | 28,8 | 45,5 | 33,3 | 70,5 | 6,1 | 1,9 | 1,7 | 0,3 | 10,6 |
| 1997-1998 | Purdue Boilermakers | 36  | 32  | 25,7 | 50,9 | 42,9 | 78,7 | 4,9 | 1,8 | 1,8 | 0,3 | 12,0 |
| 1998-1999 | Purdue Boilermakers | 34  | 34  | 28,2 | 48,0 | 37,4 | 77,6 | 5,5 | 2,4 | 2,3 | 0,4 | 11,4 |
| 1999-2000 | Purdue Boilermakers | 32  | 29  | 29,5 | 41,1 | 33,9 | 76,9 | 6,3 | 2,2 | 2,0 | 0,3 | 13,9 |
| Carriera  | Carriera            | 132 | 125 | 28,0 | 46,1 | 36,5 | 76,1 | 5,7 | 2,1 | 2,0 | 0,3 | 12,0 |

### NBA

#### Regular Season
| Anno       | Squadra            | PG  | PT | MP   | TC%  | 3P%  | TL%  | RP  | AP  | PRP | SP  | PP  |
| ---------- | ------------------ | --- | -- | ---- | ---- | ---- | ---- | --- | --- | --- | --- | --- |
| 2000-2001  | Detroit Pistons    | 15  | 0  | 8,4  | 32,3 | 0,0  | 61,1 | 1,5 | 0,2 | 0,5 | 0,1 | 2,1 |
| 2001-2002  | Detroit Pistons    | 8   | 0  | 5,4  | 46,2 | 42,9 | 100  | 0,8 | 0,3 | 0,1 | 0,0 | 2,1 |
| 2002-2003  | Wash. Wizards      | 5   | 0  | 3,0  | 25,0 | 0,0  | 100  | 1,0 | 0,2 | 0,0 | 0,0 | 0,8 |
| 2003-2004  | G.S. Warriors      | 76  | 11 | 21,5 | 47,2 | 44,4 | 87,8 | 4,2 | 1,4 | 0,9 | 0,3 | 9,6 |
| 2004-2005  | Memphis Grizzlies  | 58  | 16 | 24,7 | 37,0 | 35,2 | 87,3 | 3,9 | 2,0 | 1,5 | 0,3 | 9,0 |
| 2005-2006  | Memphis Grizzlies  | 36  | 0  | 11,2 | 41,4 | 44,8 | 70,4 | 1,5 | 0,9 | 0,6 | 0,0 | 3,4 |
| 2006-2007  | Memphis Grizzlies  | 28  | 1  | 11,2 | 49,4 | 40,9 | 92,6 | 2,1 | 1,1 | 0,8 | 0,0 | 4,5 |
| 2007-2008  | Memphis Grizzlies  | 37  | 1  | 11,9 | 34,1 | 30,9 | 68,4 | 2,6 | 0,6 | 0,3 | 0,1 | 3,4 |
| 2008-2009  | Minnesota T'wolves | 64  | 4  | 14,2 | 38,5 | 32,6 | 85,7 | 2,2 | 1,2 | 0,6 | 0,2 | 3,0 |
| 2009-2010  | Minnesota T'wolves | 29  | 0  | 9,2  | 38,9 | 33,3 | 94,4 | 1,0 | 0,8 | 0,3 | 0,1 | 1,7 |
| 2010-2011† | Dallas Mavericks   | 56  | 4  | 11,0 | 43,0 | 48,3 | 94,4 | 1,1 | 0,7 | 0,4 | 0,1 | 2,6 |
| 2011-2012  | Dallas Mavericks   | 44  | 0  | 6,3  | 25,5 | 20,4 | 83,3 | 0,8 | 0,4 | 0,2 | 0,0 | 1,0 |
| Carriera   | Carriera           | 456 | 37 | 14,2 | 40,8 | 37,2 | 86,1 | 2,3 | 1,0 | 0,6 | 0,2 | 4,6 |

#### Playoffs
| Anno     | Squadra           | PG | PT | MP   | TC%  | 3P%  | TL%  | RP  | AP  | PRP | SP  | PP  |
| -------- | ----------------- | -- | -- | ---- | ---- | ---- | ---- | --- | --- | --- | --- | --- |
| 2005     | Memphis Grizzlies | 4  | 0  | 19,5 | 39,1 | 0,0  | 72,7 | 3,0 | 0,5 | 0,8 | 0,0 | 6,5 |
| 2006     | Memphis Grizzlies | 3  | 0  | 7,3  | 50,0 | 50,0 | -    | 1,3 | 0,3 | 0,3 | 0,0 | 1,0 |
| 2011†    | Dallas Mavericks  | 9  | 0  | 4,1  | 75,0 | 75,0 | 50,0 | 0,3 | 0,2 | 0,1 | 0,0 | 1,1 |
| 2012     | Dallas Mavericks  | 2  | 0  | 4,5  | 50,0 | 100  | -    | 1,5 | 0,0 | 0,0 | 0,0 | 1,5 |
| Carriera | Carriera          | 18 | 0  | 8,1  | 45,2 | 45,5 | 69,2 | 1,2 | 0,3 | 0,3 | 0,0 | 2,3 |

## Palmarès
- ULEB Cup: 1

Valencia: 2002-03
- Campionato NBA: 1

Dallas Mavericks: 2011